# Église Saint-Maurice de Villemeux-sur-Eure
L'église Saint-Maurice est une église catholique située à Villemeux-sur-Eure, dans le département français d'Eure-et-Loir.

## Historique
La majeure partie de la construction date des XVe et XVIe siècles mais certaines parties du chœur remontent au XIe siècle.
La façade occidentale du XVIe siècle est très bien conservée, ainsi que la charpente lambrissée du chœur.
L'édifice est classé au titre des monuments historiques en 1907.

## Description

### Extérieur

L'église Saint-Maurice de Villemeux-sur-Eure
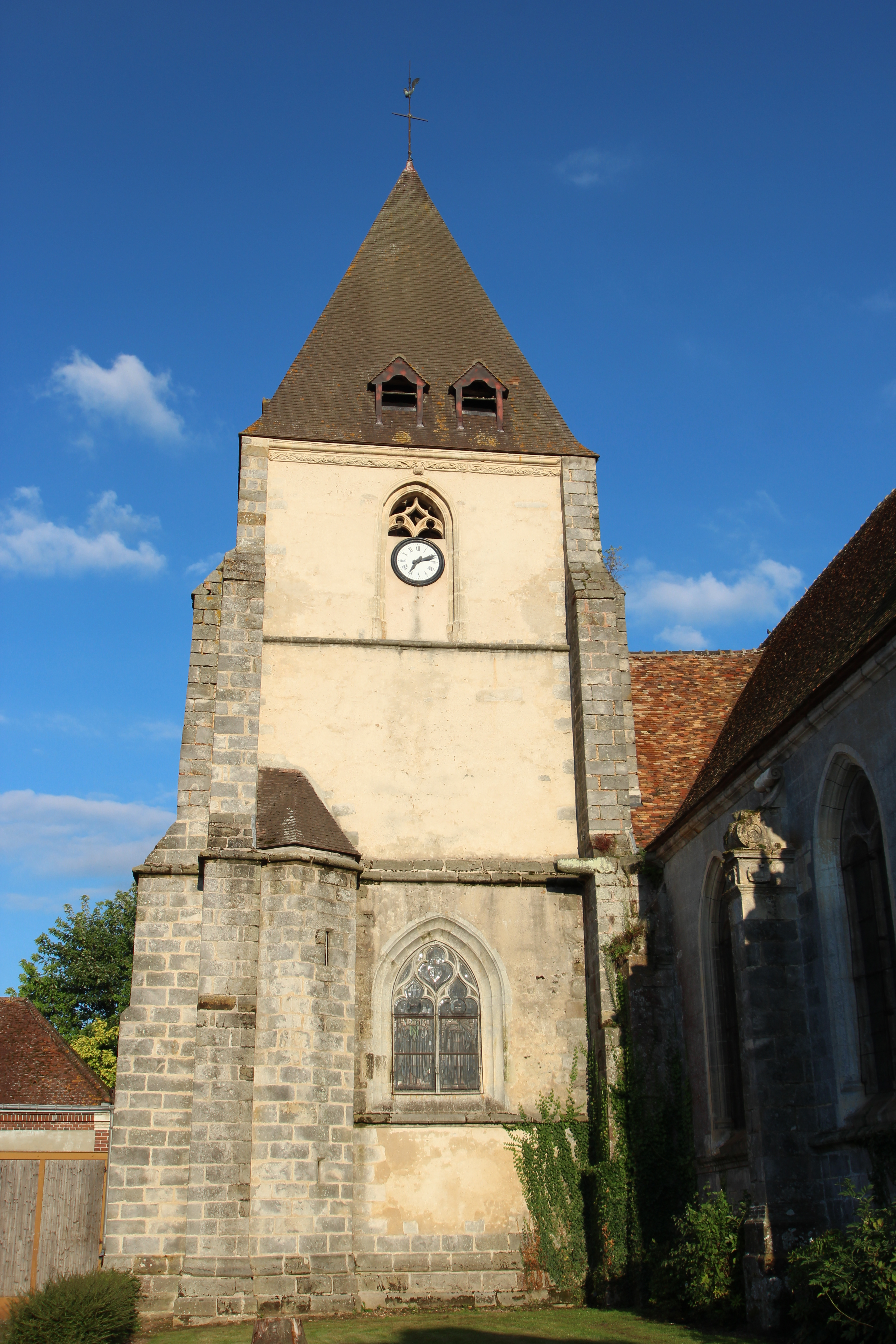
Le clocher.
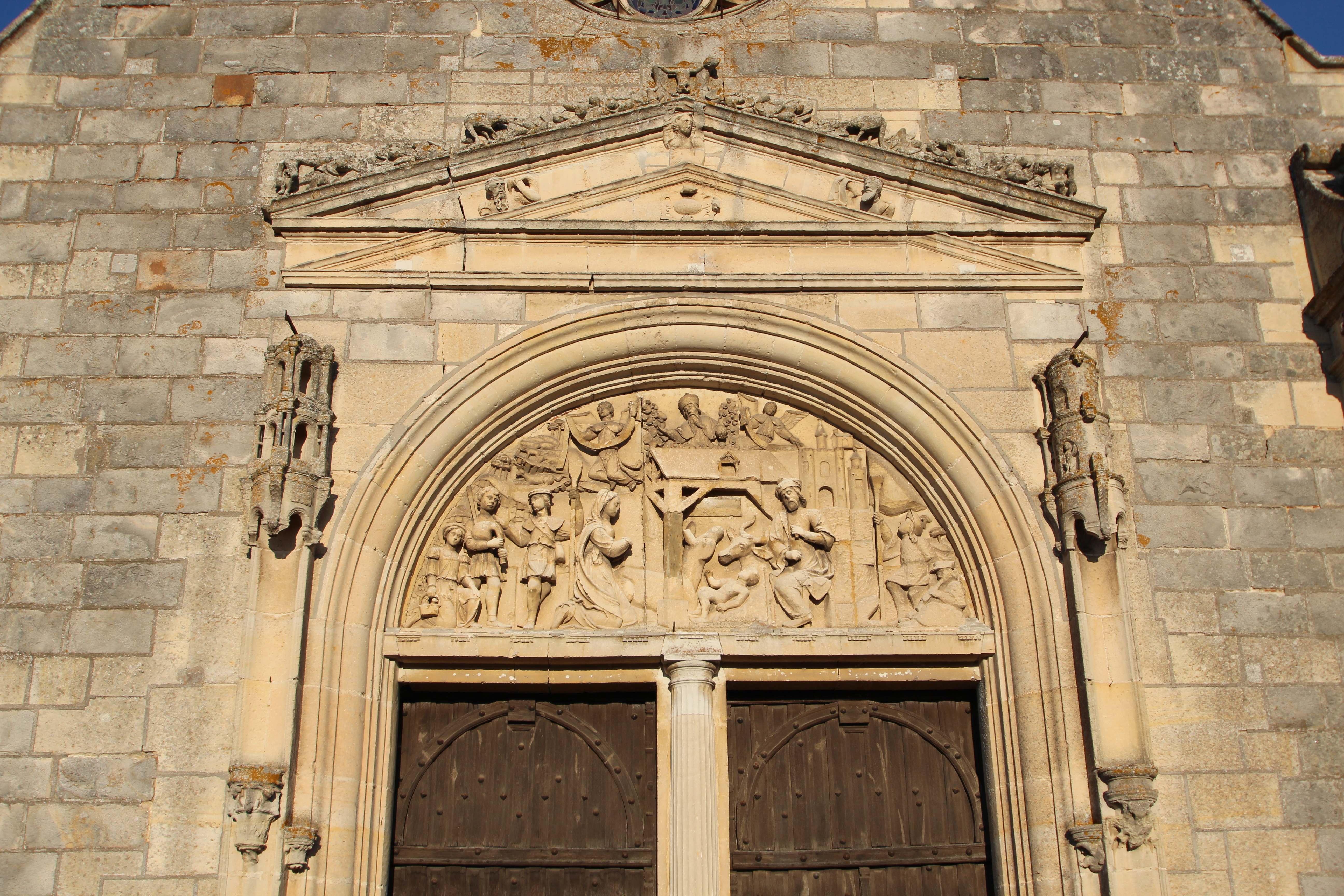
Tympan du portail ouest.
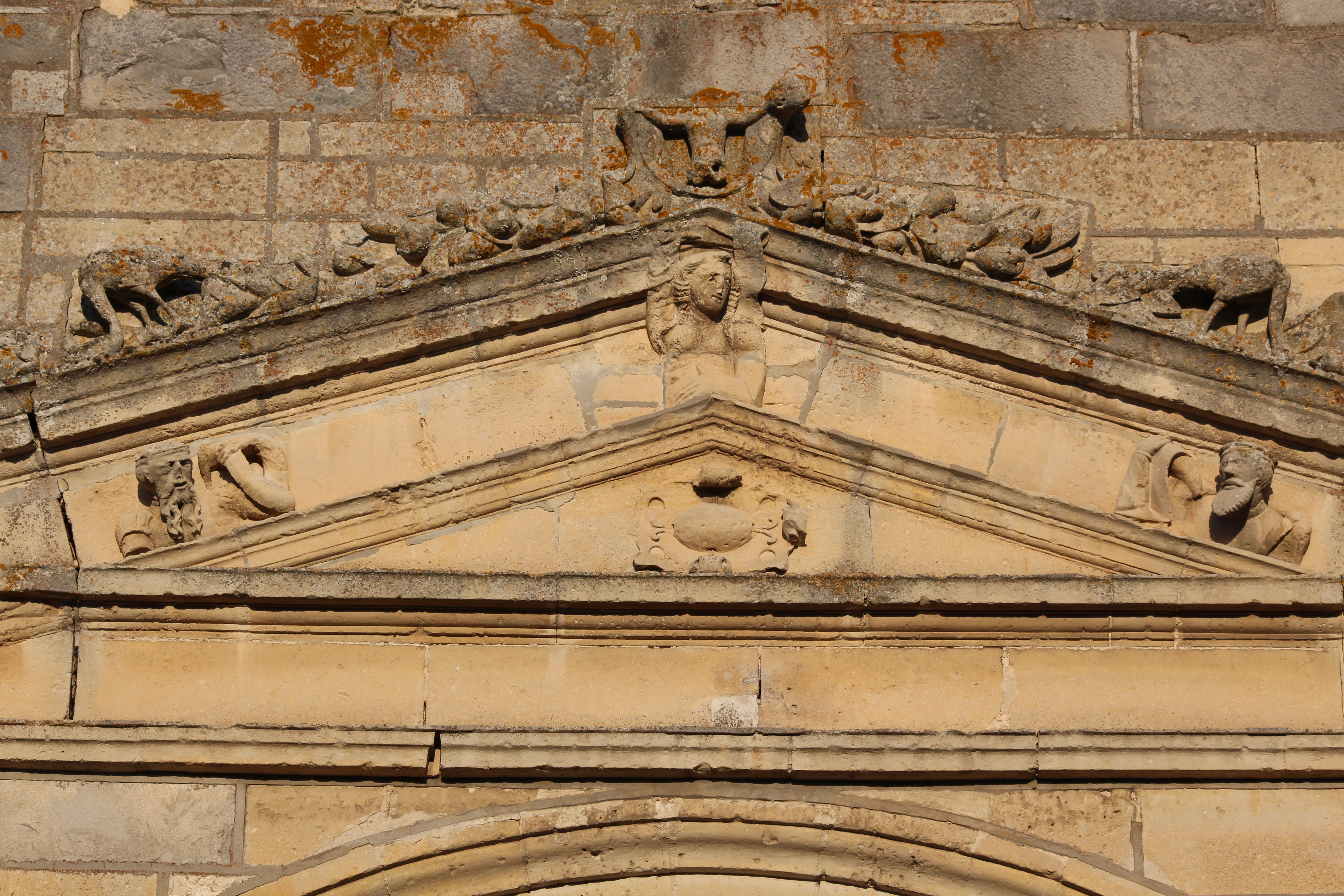
Fronton du portail.
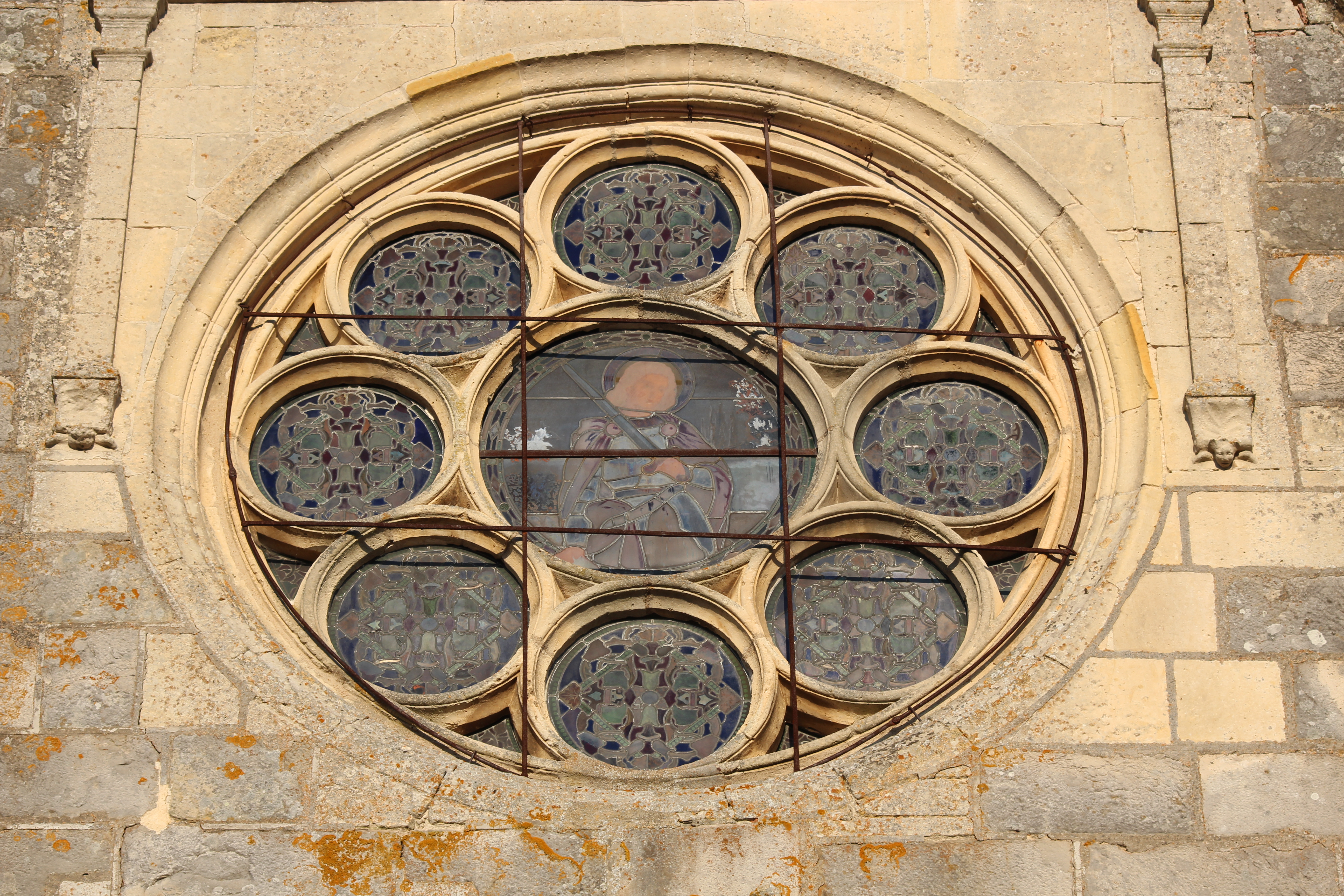
Rosace de la façade ouest.

### Intérieur
Le mobilier de l'édifice comporte plusieurs objets classés ou inscrits en tant que monuments historiques, tels que la chaire à prêcher du xvie siècle, la cloche de 1773, ainsi que des statues et statuettes.
L'intérieur de l'église abrite également un vitrail représentant saint Benoit et saint Eyroult, réalisé par le maître verrier Charles Lorin de Chartres et figurant dans son catalogue de références des années 1930.

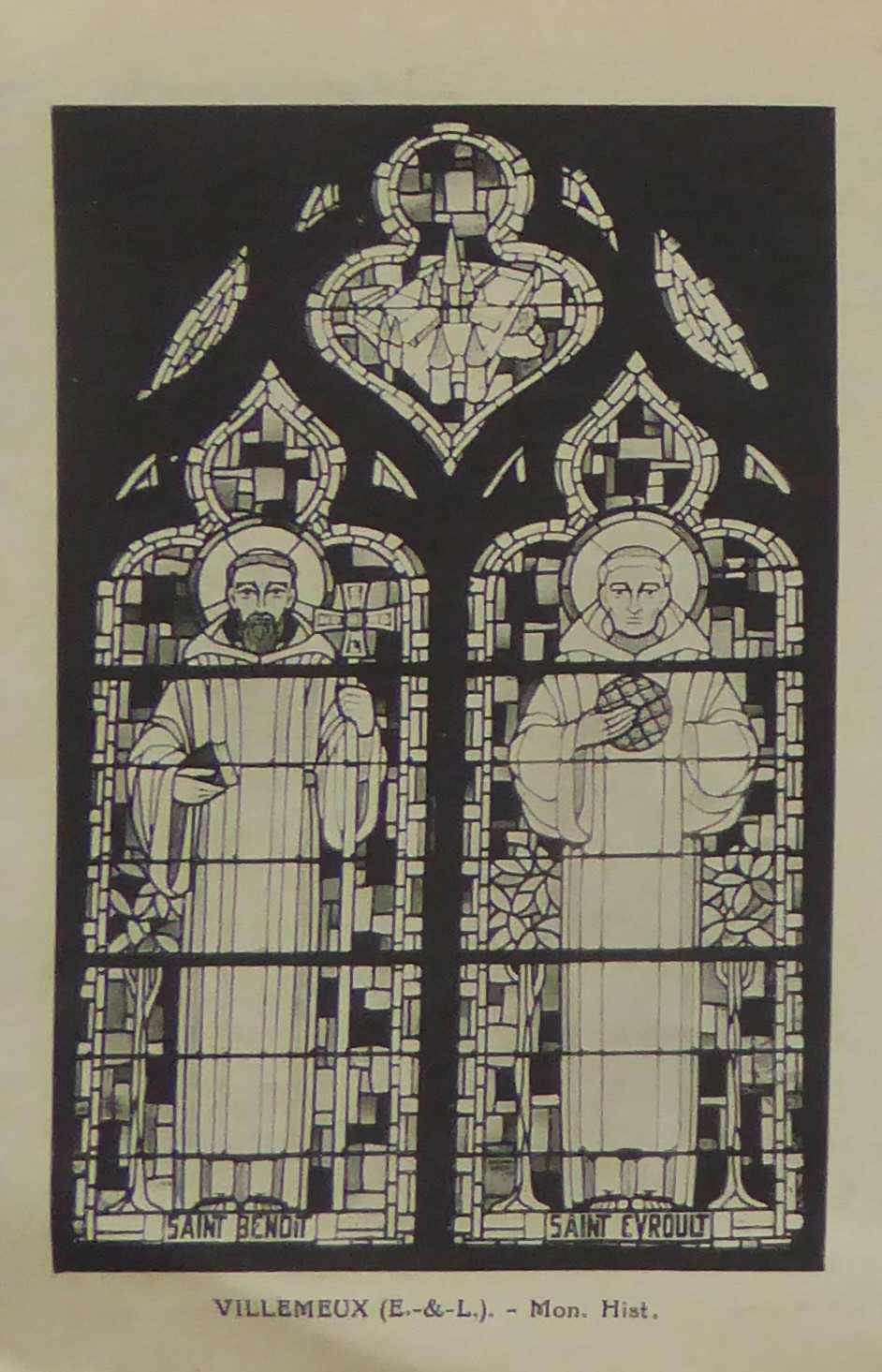
Catalogue de Charles Lorin et Cie, vers 1930.